# Kazimierz Krzowski
Kazimierz Krzowski (ur. 14 października 1953 w Tuszowie) – polski strażak, nadbrygadier, komendant główny Państwowej Straży Pożarnej w latach 2005–2007.

## Życiorys
Ukończył w 1977 Wyższą Oficerską Szkołę Pożarniczą w Warszawie. Tytuł magistra uzyskał w 1997 na Akademii Górniczo-Hutniczej w Krakowie. Odbył następnie kursy w Szkole Głównej Służby Pożarniczej (2000) i Akademii Obrony Narodowej (2001).
Pracę w straży pożarnej rozpoczął w 1977 na stanowisku oficera w komendzie wojewódzkiej w Nowym Sączu. Od 1979 zatrudniony był w komendzie rejonowej w Gorlicach, początkowo jako starszy inspektor, a później komendant rejonowy. Od 1985 pracował jako wykładowca w Ośrodku Szkolenia Pożarniczego w Wieliczce, a następnie jako komendant rejonowy Kraków-Krowodrza. Od 1990 do 1992 był zastępcą komendanta wojewódzkiego, a w latach 1992–1999 – dowódcą jednostki ratowniczo-gaśniczej PSP nr 1 w Krakowie, zajmującej się ratownictwem chemiczno-ekologicznym.
W latach 1999–2002 zajmował stanowisko małopolskiego komendanta wojewódzkiego PSP. Od 2002 pracował w komendzie wojewódzkiej na stanowisku głównego specjalisty, a później jako naczelnik wojewódzkiego ośrodka szkolenia PSP. 3 listopada 2005 został powołany na stanowisko komendanta głównego Państwowej Straży Pożarnej. W lipcu 2006 otrzymał nominację na stopień nadbrygadiera. W styczniu 2007 podał się do dymisji ze względu na „poważne problemy zdrowotne” i przeszedł na emeryturę.

## Odznaczenia
- Srebrny Krzyż Zasługi (2000)[4]
- Brązowy Krzyż Zasługi (1996)[5]
- Medal za Ofiarność i Odwagę (1997)[6]
- Złota Odznaka Zasłużony dla Ochrony Przeciwpożarowej[1]
- Złoty Znak Związku Ochotniczych Straży Pożarnych Rzeczypospolitej Polskiej[1]